# Sa Zhenbing
Sa Zhenbing  (薩鎮冰, 30 mars 1859-10 avril 1952) est un amiral chinois qui servit quatre gouvernements différents.

## Jeunesse et formation
Sa Zhenbing est né à Fuzhou dans la province du Fujian, dans une famille semu qui vit dans la région depuis la fin de la dynastie Yuan. De 1869 à 1872, il étudie à l'académie navale de Fuzhou, avec Deng Shichang comme camarade de classe. De 1877 à 1880, Sa Zhenbing fait partie du premier groupe d'élèves de l'académie navale de Fuzhou à être envoyé étudier au Old Royal Naval College au Royaume-Uni.

## Bataille de Weihaiwei
Après avoir servi comme second capitaine dans la flotte de Nanyang (en), Sa Zhenbing devient le plus jeune capitaine de la flotte de Beiyang. En 1895, il participe à la bataille de Weihaiwei durant la première guerre sino-japonaise, dirigeant un groupe de marins sur le navire d'entraînement Kangji lors d'une défense de dix jours d'une île fortifiée au large de Weihaiwei.
À un moment de la bataille, l'amiral japonais Itō Sukeyuki appelle l'amiral chinois Ding Ruchang à se rendre, lui promettant l'asile politique au Japon. L'amiral Ding choisit de se suicider en se tirant une balle à son bureau du quartier-général de l'île de Liugong. Son second, l'amiral Liu, ordonne que son navire soit sabordé avec des explosifs, puis se suicide également avec du poison. Le commandement des forces chinoises revient alors au vice-amiral écossais John McClure, qui négocie la reddition avec l'amiral Itō. En tant que seul capitaine toujours en vie à la fin de la bataille, Sa Zhenbing reçoit inévitablement l'ordre de se rendre à l'amiral Itō.

## Carrière ultérieure
En 1905, Sa Zhenbing est nommé amiral en chef des flotte de Beiyang, de Nanyang et du Guangdong (en), ayant pour mission de reconstruire la marine impériale chinoise après la défaite contre les Japonais. Sous sa direction, l'efficacité générale du personnel de la marine chinoise est considérablement améliorée.
Durant le soulèvement de Wuchang de 1911, Sa Zhenbing reçoit l'ordre de naviguer vers Wuhan pour supprimer les révolutionnaires. Mais réalisant les tendances révolutionnaires de ses propres marins, il quitte son poste le 1er novembre et se rend à Shanghai. Il est néanmoins nommé ministre de la Marine par Yuan Shikai, qui à l'époque est le dernier Premier ministre du gouvernement des Qing.
Sa Zhenbing sert brièvement comme Premier ministre par intérim dans le gouvernement de Beiyang en 1920, puis comme gouverneur du Fujian de 1922 à 1926.
En 1949, la fin de la guerre civile chinoise approchant, Sa Zhenbing refuse l'offre de Tchang Kaï-chek de rejoindre Taïwan, et présente son allégeance au Parti communiste chinois
Sa Zhenbing meurt dans sa maison de Fuzhou en 1952, à l'âge de 93 ans.